# エアーコンバット
『エアーコンバット』（Air Combat）は、1993年6月にナムコ（後のバンダイナムコアミューズメント）よりアーケード用にリリースされたフライトシューティングゲーム。1995年3月にリリースされた『エアーコンバット22』についても本記事で説明する。

## 概要
プレイヤーは戦闘機のコックピットを模した筐体に乗り込み、自機を上下左右360度自由な方向に飛行させ、登場する敵機と空中戦を繰り広げるアーケードゲーム用中型フライトシューティングである。従来からあるフライトシミュレーションのようなリアルなシミュレーションは行わず、シューティングゲームとして手軽に遊べるように機体挙動が調整されている。
主に第3〜第4世代世代のジェット戦闘機を主題にしつつも、テクニカルな空中戦を楽しめるよう、ミサイルよりも機銃が主体となるゲームバランスになっているのが特徴。離陸・着艦などのデモシーンや、英語音声による無線交信などの演出が取り入れられ、雰囲気を盛り上げた。
シリーズ1作目となる『エアーコンバット』には、システム基板「SYSTEM21」が使用されており、『ウイニングラン』（1989年）と同様、平板なフラットポリゴンにより画面が構成されている。基板の性能的制約から、自機の姿が描かれるのはデモシーンに限られ、また敵機も基本的に1機ずつ登場し、1対1のドッグファイトが繰り返される、シンプルかつストイックな内容となっている。
筐体はDX筐体とSD（スタンダード）筐体の2種類リリースされた。
- DX筐体：50インチの三管式リアプロジェクションモニターと、計器類などの細部までデザインされた外装、インジェクションシートを模したサブウーファー搭載の座席を組み合わせ、戦闘機のコックピットをリアルに再現している[1][2]。
- SD筐体：25インチCRTモニターを使用してコンパクトに纏めたもので、DX筐体にあった計器類などの装飾は省略されている[3]。

どちらの筐体も座席は固定式で、可動機構は無い。また、操縦桿はサイドスティックではなく、中央に設置されている。
続編の『エアーコンバット22』では、『リッジレーサー』（1993年）などで用いられたシステム基板「SYSTEM22」の改良型「SYSTEM SUPER22」が採用された（タイトルの「22」はこれが由来となっている）。基板の性能が向上したことにより、ポリゴン表示数が増加。テクスチャマッピングも施され、グラフィックは大幅に改善された。自機後方からの視点が追加され、敵機も同時に複数登場。1対多の戦闘を表現できるようになり、ゲームのテンポ、画面の華やかさ、爽快感が増している。
筐体はDX筐体のみで稼働。SD筐体への対応は見送られた。これは基板のフラットケーブルが発するノイズの問題によるものである。
なお、エースコンバットシリーズ1作目の『エースコンバット』は、もともと『エアーコンバット22』をコンシューマ向けに移植する計画がきっかけとなって開発された作品で、海外版は名前も『Air Combat』である。
『エアーコンバット22』には、ドップラー効果（敵機とすれ違う場合は超高音、敵機を追いかける場合は低音で飛行音が演出される）の演出など、後発の『エースコンバット』よりも一歩先の演出を実現している部分もあった。
初代『エアーコンバット』のコンセプトの1つである「プレイヤーがヒーローの気分を味わえるような演出」は、エースコンバットシリーズに受け継がれている。
家庭用ゲーム機の移植は全く行われていなかったが、『エアーコンバット22』が、アーケードアーカイブスの1タイトルとして2025年7月3日にNintendo Switch、PlayStation 4、PlayStation 5、Xbox Series X/S、Nintendo Switch 2にて配信。また、PS5、Switch 2、Xbox Series X/Sではアーケードアーカイブス2の参入タイトル第2弾となる。

## 操作方法
- 操縦桿で移動。ラダーが無いタイプで、操縦桿の左右でヨーとある程度のロールが同時に行われるものである。
- スロットルレバーは手前に引くと減速、奥に押し込むと加速。これはセガの『アフターバーナーII』（1987年）とは逆だが、実際の航空機と同一のものである。
- 操縦桿を右手で握った状態で、人差し指の位置に機銃用の「ガントリガー」が、親指の位置に「ミサイルボタン」が付いている。
- 『エアーコンバット22』のみ、スタートボタンで視点切替ができる。

## ゲーム内容

### エアーコンバット
自機は、F-16。
ゲーム開始時に初級、中級、上級の難易度選択がある。
ゲームは6機の敵を制限時間内に撃墜すればクリアとなる。
敵機は1機ずつ出現し、撃墜する度に制限時間が少し増える。
- 初級

標的となる敵全6機の内訳は、爆撃機が3機。戦闘機が3機。戦闘機は上下左右にせわしなく動いてプレイヤー機の攻撃を回避するが、爆撃機はほぼ真っ直ぐ飛ぶので機銃でも狙い易い。
- 中級

爆撃機は2機、戦闘機は4機。爆撃機の出現数が減り、敵機がプレイヤー機のミサイルをチャフの射出で自衛してくるのは初級と変わりないが、自衛率が高くなりミサイルを使ってもなかなか命中しなくなってくる（残弾は減るが、しつこく撃ちまくれば当たる）ので、初級より難しくなっている。
- 上級

6機とも戦闘機。敵機のチャフによる自衛が9割位成功し、ミサイルでの撃墜はほぼ不可能となる。
初級は自機が出撃した基地上空近辺が戦場となるが、中級は4機、上級は3機撃墜した時点で、戦場が海上に移る（この時、僚機がプレイヤー機の左右に出現し編隊を組んで移動する演出がなされる）。
6機撃墜するとゲームクリアとなり、初級、中級の場合は「ステップアップしましょう」と表示され通常のプレイ料金は200円（DX筐体）だが、100円の追金で上の難易度を最初からプレイすることができる。
上級の場合は空母に着艦する様指示され、これに成功するとエクストラミッションに進める。
エクストラミッションは1機のエースパイロット相当の敵機を制限時間内（60秒）に撃墜すればエンディングとなる。つまり上級はクリアまで計7機の撃墜が必要となる。エクストラミッション開始時のミサイルの持ち数は2発。
プレイ後の画面では得点と共に撃墜した機種と撃墜方法（機銃とミサイルのどちらか）が表示され、その後点数によってプレイヤーが獲得した階級が表示される（同社製のメタルホークにも同様の演出がある）。

### エアーコンバット22
ゲームを開始すると、プレイヤー機の選択と、難易度選択を行う。
プレイヤー機はF-14・Su-35・YF-22の3機の内から選択。機種毎にHUDのグラフィックが異なるが、機体性能自体に差異は無い。
難易度選択は、以下の4種から選択する。
- 初級（説明あり）

初心者向け。機銃（ゲームでの表記は「バルカン」）は二連装で、ゲーム開始時のミサイルは16発。プレイ中、特定のポイントでゲームの進行が止まり、操作方法や遊び方のアドバイスが表示される。機体選択画面で表示される部隊マークは、鷲がミサイルを掴んでいる「AERIES」。
- 初級（説明なし）

中級者向け。兵装は、初級（説明あり）と同じ。アドバイス表示がなくなり、ルート分岐が追加される。分岐点はステージ1クリア後で、クリア時の自機の高度によりルートが2手に分かれる。判定されるタイミングはステージのクリアデモに切り替わるタイミングなので全機撃墜後に高度調整の若干の猶予時間がある。部隊マークは、初級（説明あり）と同じく「AERIES」。
- 上級

上級者向け。機銃が単装となり、ミサイルは12発でスタート。敵機の機動力・攻撃力もアップしている。初級より分岐点が増え、ステージ2クリア後にも分岐する。ルートは全3通り。上級での分岐条件は前ステージの機銃による撃墜数。部隊マークは、鷲がリボルバー拳銃を掴んでいる「TOP GUNNERS」。
- DOG FIGHT

前作上級者およびマニア向け。上級と同じく機銃は単装、ミサイルは8発となる。1対1のドッグファイトを連続で行い、制限時間内での撃墜数を競う。部隊マークは、リボルバーを咥えた狼とトランプのエース4枚を組み合わせた「ACES」。
初級〜上級は今作的なゲームモードで、前作と異なりステージ中に複数機存在する敵機を制限時間内に全機撃墜するとステージクリアとなり、次のステージに進む。
敵機を撃墜すると制限時間が少し増えるのは前作と同様で、ステージクリアした時の制限時間は以降のステージに持ち越しとなり、制限時間内に全てのステージをクリアすると、ゲームクリアとなる。
撃墜するべき敵機は最初から全機がステージ中に存在しているわけではなく、最初からステージに出現している敵機をある程度撃墜すると援軍というような感じでステージ中に新たに現れる。
ステージ2と3の間にはボーナスステージが挿入され、初級は空中給油、上級ではルートにより、空中給油・基地着陸・空母着艦のいずれかを行う。成功させると制限時間が増える。
ステージ4はラストステージ（巨大な敵との戦闘）となる。初級は対空母戦で、撃破するとエンディング。
上級は進んだルートによって、対空母戦か対地上基地戦になる。クリアすると、前作同様エクストラステージに進み、強敵（F-14・Su-35・F-22のいずれか）との一騎討ち。60秒以内に撃墜できればエンディングとなる。
DOG FIGHTは、初級〜上級とは別モードのゲームといえるもので、スコアの概念があるが撃墜数を競うものである。
1ステージ4機で前作と同様に敵機が1機ずつ出現する。4機撃墜する毎にステージクリア。32ステージ都合128機撃墜するとゲームクリアとなる。

#### 前作との相違点
- 使用基板がSYSTEM21からSYSTEM SUPER22（SYSTEM22の性能向上版[注釈 2]）に変わったことで、グラフィックが向上。一度に複数の敵機が登場するようになり、演出だけでなくゲーム性にも変化をもたらした（本作がSYSTEM SUPER22を使用した最初の作品である）。
- 概要で述べた通り、SD筐体版が存在しない。
- 前作では決定はスタートボタンでしかできなかったが、今作では機銃およびミサイルトリガーでもできるようになった。
- スタートボタンで、HUD視点・後方視点（近距離）・後方視点（遠距離）の3種類から視点切替が選択可能になった（前作はHUD視点のみ）。
- 多数の敵機を次々撃破していくゲーム性に変わったことに伴い、機銃の命中判定が甘く調整されている。1対1のドッグファイトの観点では前作の方が玄人向けである。
- スロットルによる最大速度までの変化がかなり緩やかになった。
- 敵機に接近していても、ミサイルが発射可能。
- 敵機との衝突が無い。

## 登場する機体

### 自機

#### エアーコンバット
- F-16 Fighting Falcon

米ジェネラル・ダイナミクス社開発による、小型軽量かつ安価な多用途戦闘機。運用開始は1978年。ブレンデッドウィングボディやフライ・バイ・ワイヤなど当時の最先端技術を取り入れ、アップデートの継続で現代に通用する性能を維持している。

#### エアーコンバット22
- F-14 Tomcat

米グラマン社開発による大型艦上戦闘機。映画などへの登場で、当時一般層への知名度・人気が高かった。後方視点では、特徴である可変翼が描写される。
- YF-22 Lightning II

ステルス性を有する第5世代ジェット戦闘機の試作型。試作型初飛行は1990年9月だが、制式運用開始は2005年12月。ゲーム開発当時、制式生産型であるF-22の実機デザインが発表されていなかったため、試作型のYF-22（F-22Aでは廃止されたエアブレーキがある）を基に、空母運用能力および、プローブアンドドローグ方式受油装置（実際はフライングブーム方式）を追加した、ゲーム独自仕様の機体となっている。
- Su-35 Flanker-E1

露スホーイ社製の多用途戦闘機Su-27Mの別名。Su-27の派生機で、外見的には機首が太くなり、カナードが追加されている。ゲーム中、空母からの発艦・着艦が描写されるが、Su-27の艦上機版であるSu-33系の短いテールコーンや、主翼および水平尾翼の折り畳み機構は取り入れられていない。また、前脚のダブルタイヤも再現されていない。

### 敵機
| 戦闘機             | マルチロール機       | 攻撃機              | 爆撃機              | ガンシップ     | 早期警戒機   | 輸送機        |
| ------------------ | -------------------- | ------------------- | ------------------- | -------------- | ------------ | ------------- |
| F-14 Tomcat        | F-4 Phantom II       | AV-8B Harrier II    | B-52 Stratofortress | AC-130U Spooky | E-2C Hawkeye | C-2 Greyhound |
| YF-22 Lightning II | F-16 Fighting Falcon | A-10 Thunderbolt II | B-2 Spirit          |                |              |               |
| MiG-21 Fishbed     | Su-35 Flanker-E1     |                     |                     |                |              |               |
|                    | Rafale               |                     |                     |                |              |               |

※自機・敵機共、ゲーム内では機体の名称は表示されない。

## 移植版
| No. | タイトル           | 発売日       | 対応機種                                                                      | 開発元               | 発売元     | メディア                                | 備考                                                                                           | 出典        |
| --- | ------------------ | ------------ | ----------------------------------------------------------------------------- | -------------------- | ---------- | --------------------------------------- | ---------------------------------------------------------------------------------------------- | ----------- |
| 1   | エアーコンバット22 | 2025年7月3日 | PlayStation 4 Nintendo Switch PlayStation 5 Nintendo Switch 2 Xbox Series X/S | ハムスター(移植担当) | ハムスター | ダウンロード （アーケードアーカイブス） | 国内版と海外版を収録 PS5、Switch 2、Xbox Series X/Sはアーケードアーカイブス2タイトルとして配信 | [ 4 ] [ 5 ] |

アーケードアーカイブス版
家庭用初移植。国内版と海外版を収録。

## 関連作品
映像ソフト・音楽ソフト共、全てビクターエンタテインメントより発売されている。

### 映像ソフト
エアーコンバット
（VHS版：VIVL-117 / LD版：VILL-90〈1枚1面、CAV方式〉 / 収録時間：26分07秒）
1994年3月24日発売。通常のゲーム展開をゲームでの視点以外の3者的視点からの映像も組み入れて収録している。中級の最初の3機を撃墜した後、そのまま上級につないでいる。EXTRA PLAYでは実際の上級のプレイを収録しているが、残り時間と武器の残弾数表示はされていない。ビデオソフト『スターブレード』以降、この時期のナムコゲームのビデオソフトは環境ビデオの扱いなので、スーパープレイの収録は行われておらず攻略ビデオの作りでもない。
エアーコンバット22
（VHS版：VIVL-149 / LD版：VILL-103〈1枚1面、CLV方式〉 / 収録時間：44分46秒）
1995年7月21日発売。上級の全分岐ルートを収録。初級、中級の収録は無し。ドッグファイトは通しで収録されていない。完全にゲーム画面の収録であり、上記『エアーコンバット』のような他者視点の挿入は無い。
CD未収録2曲、LD/VHS用アレンジ2曲（オープニング、エンディング）収録。

### 音楽ソフト
ビデオゲーム グラフィティVOL.10
（CD2枚組：VICL-40097〜8〈ASIN：B000UVIGBE〉 / 収録時間：129分44秒）
1993年12月16日発売。 収録ゲーム全13タイトル中、『エアーコンバット』はディスク2枚目の1から5トラックまでで、収録時間は6分53秒。オリジナル音源を収録している。ブックレットに楽譜掲載。
ナムコ ゲームサウンド エクスプレスVol.18 「エアーコンバット22」
（CD：VICL-15040 / 収録時間：20分28秒）
1995年5月24日発売。オリジナル音源が収録されている。ブックレットに楽譜掲載。

## エアーコンバット＆エアーコンバット22 スタッフ
『エースコンバット』エンディングより。
Planning
Takashi Iwase：岩瀬 隆
Jun Omura：大村 純
Hisaharu Tago：夛湖久治
Program
Takashi Goto
Katsuya Tokuyama
Minoru Nagahori
Graphic
Nobuyuki Nakajima
Takako Ito
Junko Mizutani
Akihiko Ishikawa
Sound
Hiroyuki Kawada：川田宏行
Kazuhiro Nakamura：中村和宏
Keiichi Okabe：岡部啓一